# اودل (ایندیانا)
اودل (به انگلیسی: Odell) یک منطقهٔ مسکونی در ایالات متحده آمریکا است که در شهرستان تیپکانو، ایندیانا واقع شده‌است. اودل ۲۲۴ متر بالاتر از سطح دریا واقع شده‌است.